# Orbea (Gattung)
Orbea ist eine Pflanzengattung aus der Unterfamilie der Seidenpflanzengewächse (Asclepiadoideae). Das Hauptverbreitungsgebiet liegt im südlichen Afrika. Einzelne Arten sind auch in anderen Teilen Afrikas und auf der Arabischen Halbinsel beheimatet.

## Beschreibung

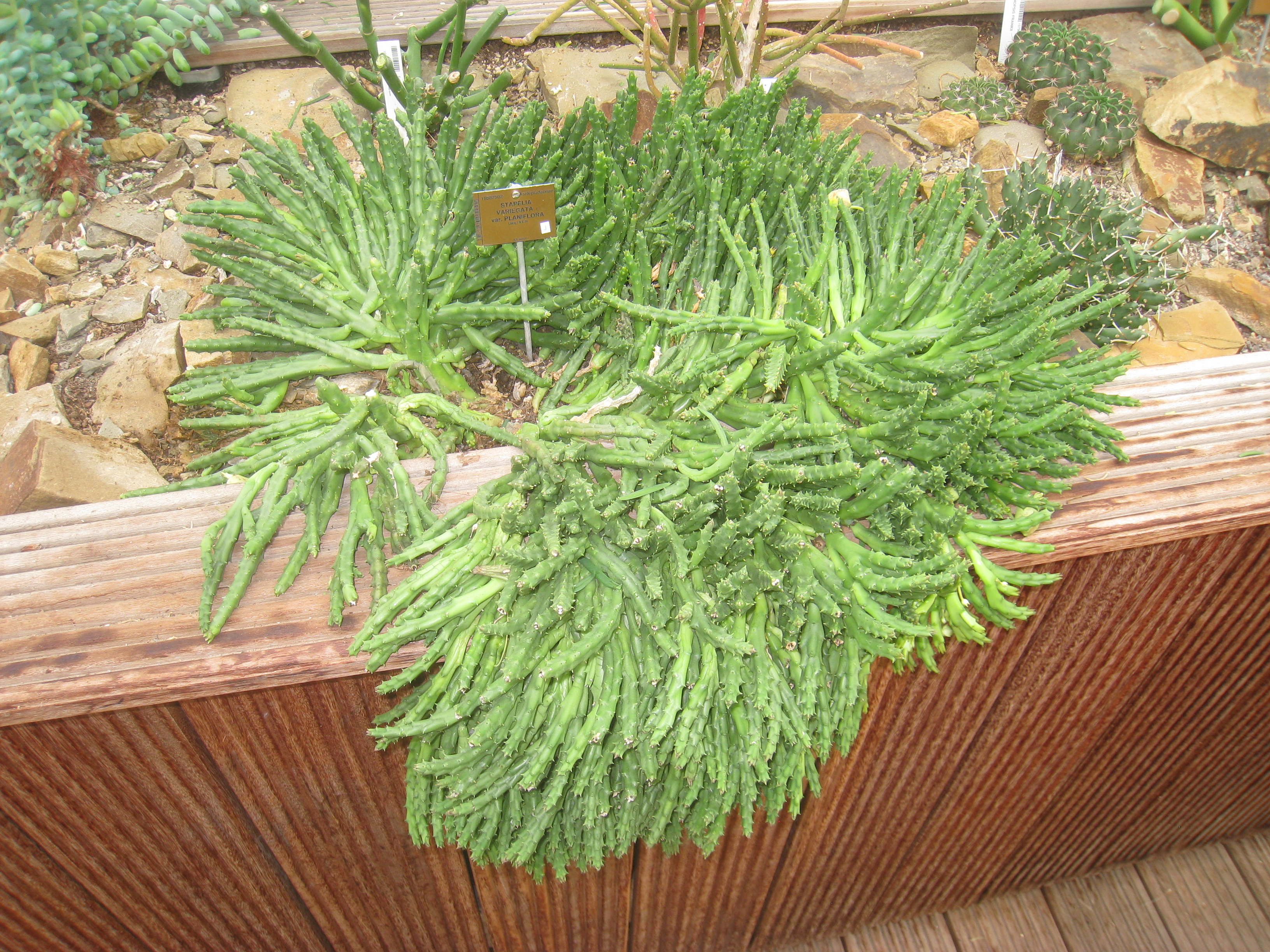
Habitus von Orbea variegata

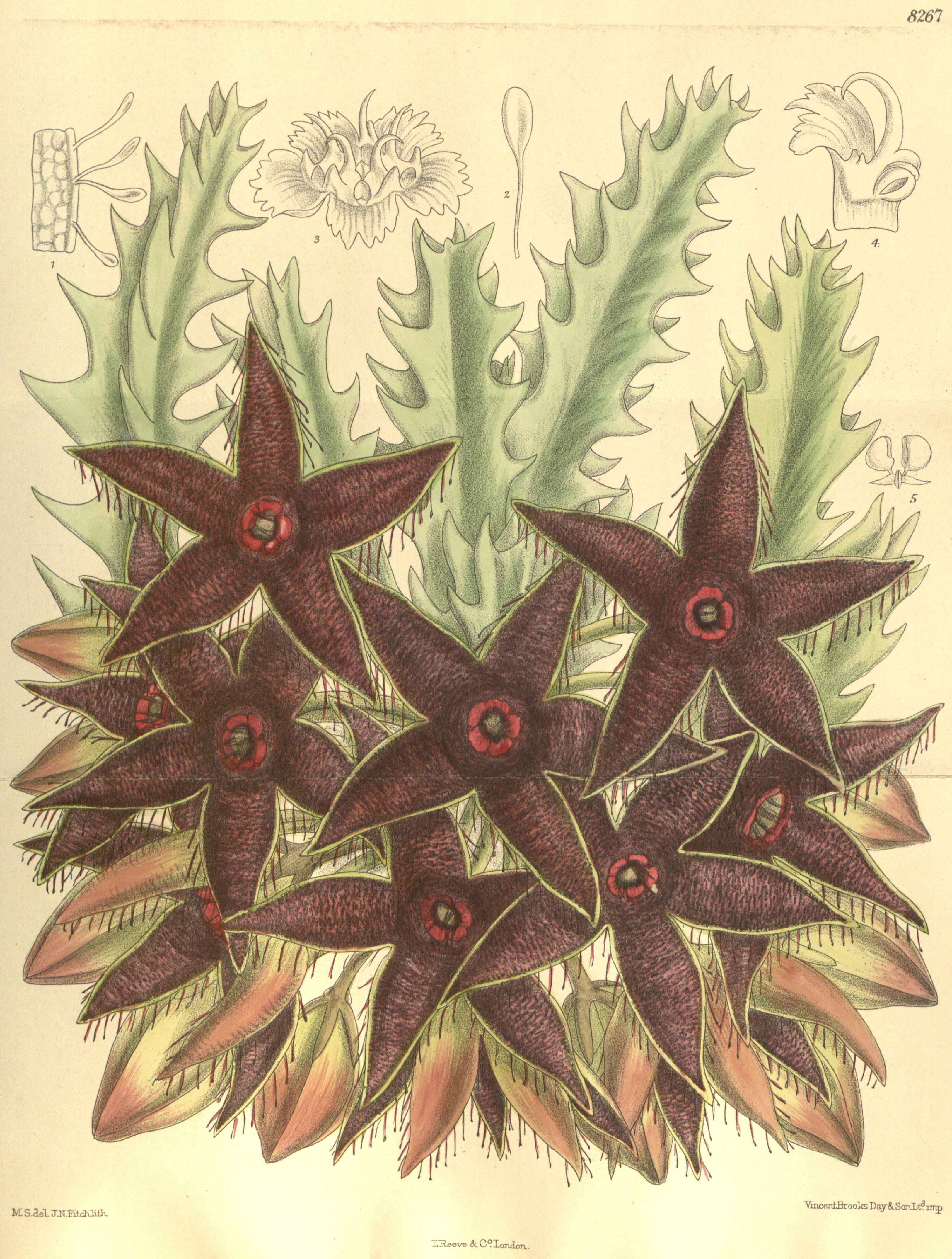
Illustration von Orbea lutea subsp. vaga

### Vegetative Merkmale

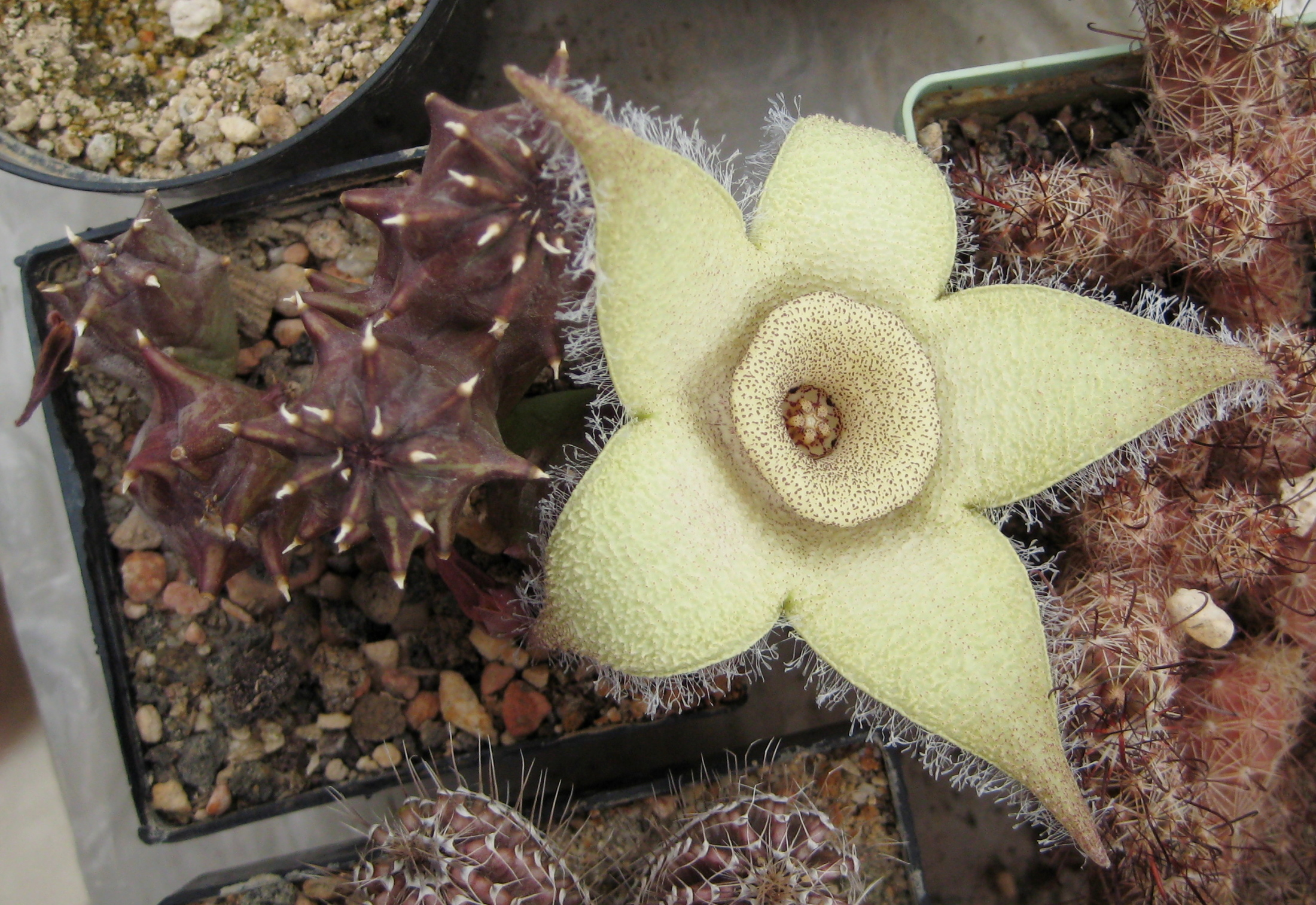
Große Blüte von Orbea ciliata

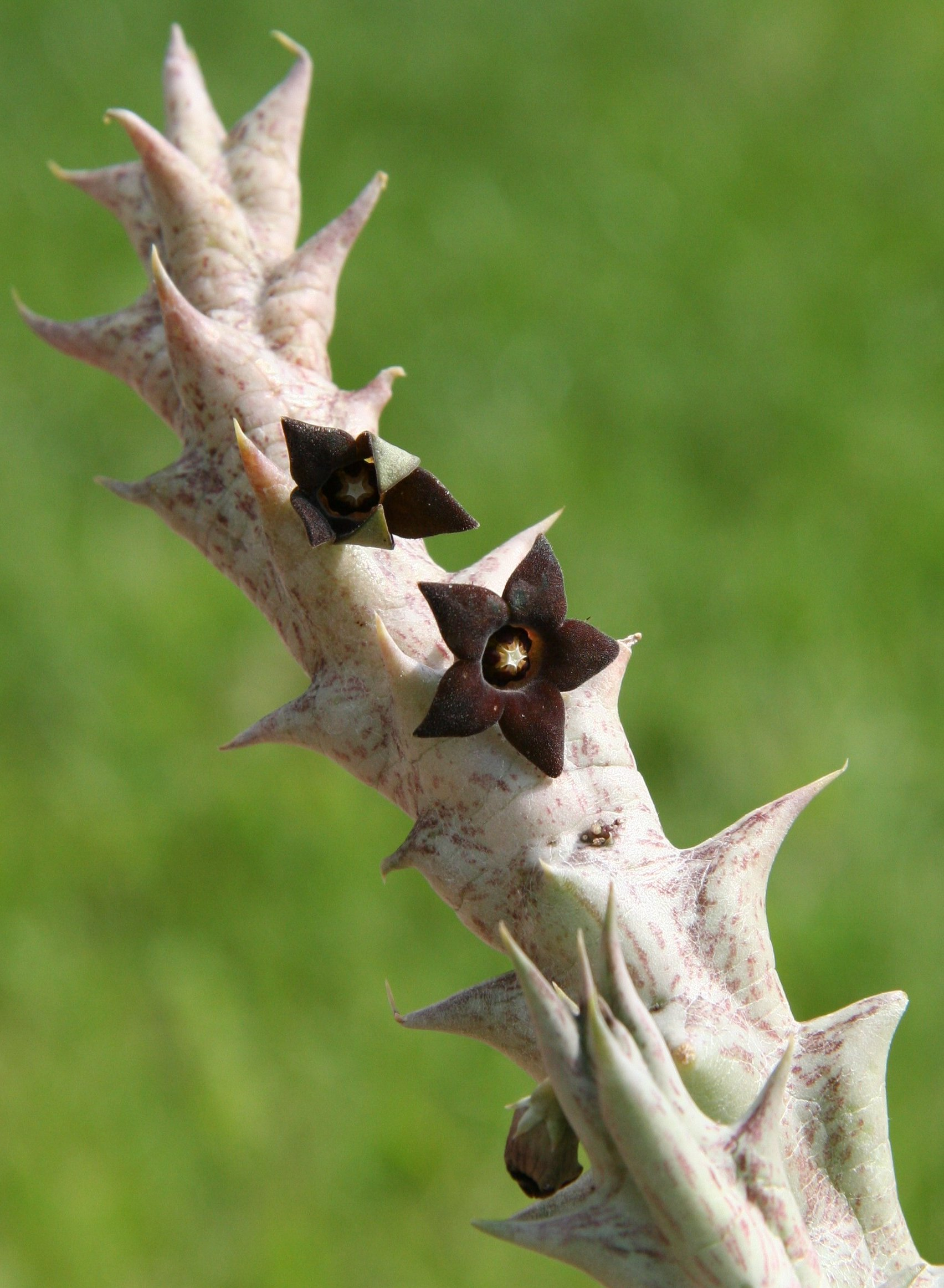
Kleine Blüten von Orbea decaisneana

Die Gattung Orbea umfasst dornenlose, stammsukkulente, zum Teil auch rhizombildende Arten, deren stark verzweigte Triebe kompakte bis diffuse Klumpen bilden, die einen Durchmesser bis zu 3 m aufweisen können. Bei den meisten Arten bewegt sich der Durchmesser der Klumpen in der Größenordnung von 5 bis 30 cm. Die Höhe der Klumpen beträgt etwa 5 bis 15 cm. Die Wurzeln sind faserig. Die festen, fleischigen Triebe sind niederliegend, teilweise mit aufrechten Triebspitzen, oder die Triebe stehen aufrecht. Sie erreichen eine Länge von 1 bis 25 cm. Der Durchmesser (ohne die Warzen) beträgt meist etwa 10 mm, in einigen Arten auch darüber, bei nur einer Art auch nur 5 mm und weniger. Die in der Grundfarbe grüne oder graugrüne, selten bräunliche Oberfläche ist kahl mit purpurbraunen Flecken. Die Warzen sind konisch und abstehend, oft seitlich abgeflacht und in vier, längsrippenähnlichen Zonen konzentriert, seltener auch nur locker in vier Reihen, oder irregulär in vier bis fünf Reihen entlang des Triebs angeordnet. Jede Warze hat an der Spitze ein weiches, mehr oder weniger lang/kurz zugespitztes Blattrudiment, selten ist die Spitze auch verhärtet. Die Blättchen sind hinfällig und oft zu Schuppen reduziert. Die Nebenblätter stehen paarweise, sind eiförmig bis rundlich und drüsig. Der Milchsaft ist klar, farblos oder bei einer Art auch gelblich.

### Blütenstände und Blüten
Es werden ein bis drei, selten auch bis fünf Blütenstände pro Trieb gebildet, die in fast jeder Höhe am Trieb entspringen können. Jeder Blütenstand kann je nach Art von einer Blüte bis zu 40 Blüten aufweisen, die sich allmählich oder auch in schneller Folge, selten auch gleichzeitig öffnen. Der mit einer Länge von bis zu 15 mm kurze, kahle Blütenstandsschaft besitzt seitliche Fortsätze und kann ein bis mehrere, lanzettförmige, hinfällige Tragblätter aufweisen.
Die Blüten sondern einen Aasgeruch ab, oder Gerüche nach Exkrementen. Sie sind gewöhnlich nektarhaltig. Die zwittrigen Blüten sind radiärsymmetrisch und fünfzählig. Die fünf Kelchblätter sind lanzettlich und lang zugespitzt.
Die fünf Kronblätter sind radförmig bis glockenförmig, selten auch doppelt glockenförmig verwachsen. Die Krone besitzt je nach Art einen Durchmesser von 1 cm bis zu 10 cm und ist unterhalb der Basis der Kronblattzipfel oft stark verdickt und bildet einen ausgeprägten, sogenannt Annulus (oder Ring) um die Kronröhre; gelegentlich ist dieser auch trichterförmig ausgebildet. Auf ihrer kahlen und glatten Außenseite kommen oft purpurfarbene Streifen vor. Ihre gerunzelte bis fast glatte Innenseite ist, selten auch mit stumpfen, mehrzelligen Papillen, häufiger mit einzelligen Papillen besetzt und die Runzeln sind in einem netzförmigen Muster angeordnet. Die Krone ist weißlich, cremefarben, gelb, (hell)-grün, rot oder braun, und einfarbig oder häufig mit rötlich oder purpurfarbenen Strichen, Bändern oder Flecken versehen. Die Kronröhre ist meist flach-becherförmig bis fast fehlend; gelegentlich fast ausschließlich durch den Annulus gebildet. Die annähernd dreieckigen, lanzettlichen oder eiförmigen, zugespitzten Kronblattzipfel sind flach ausgebreitet bis zurückgebogen, oder auch mit umgebogenen Rändern. Sie sind basal oder auch zwischen einem Viertel und der Hälfte der Gesamtlänge verwachsen. Die Ränder der Zipfel sind oft mit vibrierenden, keulenförmigen Zilien besetzt.
Die Nebenkrone besteht gewöhnlich aus zwei Reihen von kahlen, selten auch papillat-flaumigen Zipfeln, die zum Teil verwachsen und nicht klar voneinander getrennt sind, oder zum Teil auch in die interstaminale Reihe reduziert sein. Die Nebenkrone kann je nach Art gelblich, bräunlich oder auch purpurrot gefärbt sein. Die Nebenkrone sitzt gewöhnlich auf einem bis zu 3 mm, fünfeckigen Stiel. Die fünf äußeren interstaminalen Nebenkronzipfel sind mehr oder weniger fast quadratisch, ganzrandig, zweizähnig oder zweiteilig, abgespreizt und flächig bis aufrecht stehend, bisweilen auch tief becherförmig oder urnenförmig. Nahe der Basis kann ein aufrechtes Zipfelchen vorhanden sein, das eine kleine Nektargrube umschließt. Die inneren staminalen Nebenkronzipfel sind angepresst an die Rückseiten der Staubbeutel, sind oft höher als diese und etwa so hoch wie der Griffelkopf. An der Basis sind sie dorsoventral abgeflacht, am oberen Ende stielrund und mit seitlichen Flossen-ähnlichen Fortsätze am Rücken. Die annähernd rechteckigen bis halbkugeligen Antheren liegen horizontal auf der Oberseite des Griffelkopfs. Die Ränder schrumpfen oft nicht zurück und können die Pollinien bedecken. Die Leitschienen mehr oder weniger aufrecht verlaufend sind nicht in das Gynostegiumgewebe eingebettet. Das Pollinium is D-förmig, der transparente Rand ist von der äußeren Ecke auf die rückenseitige Oberfläche gedreht. Die mehr oder weniger geflügelten Caudiculae (oder Translatorarme) sind breit an das rhombenförmige Corpusculum angeheftet.

### Früchte und Samen
Die Balgfrüchte stehen gewöhnlich paarig in einem Winkel von 30 bis 40° zueinander und sind nach oben oder horizontal ausgerichtet. Die je nach Art bei einer Länge zwischen 4 und 18 cm und einem Durchmesser von 4 bis 10 mm spindelförmigen, stielrunden Balgfrüchte besitzen ein stumpfes oder zugespitztes, aber nicht schnabelartig ausgezogenes oberes Ende. Ihre glatte, kahle Oberfläche weist unterbrochene, längsverlaufende purpurfarbene, dünne Streifen auf. Die bei einer Länge von 5 bis 9 mm und einer Breite von 3,5 bis 6 mm eiförmigen Samen besitzen seitliche 0,7 bis 0,8 mm breite „Flügel“ und sind braungelb, mittelbraun oder auch hellbraun gefärbt. Der reinweiße Haarschopf ist 15 bis 25 mm lang.

### Chromosomenzahl
Die Chromosomenzahl beträgt bei Orbea miscella und Orbea verrucosa 2n = 22 oder bei Orbea paradoxa und Orbea melanantha 2n = 44.

### Unterschiede
In der kladistischen Analyse von Peter Bruyns ist die Gattung Orbea durch eine einzige Synapomorphie definiert:
- der Kamm der Ansatzstelle der Pollinia sind auf die rückenseitige Oberfläche gedreht.

Allerdings ist dieses Merkmal auch nur bei den Arten nachgewiesen, die auf dieses Merkmal hin untersucht werden konnten. Aber es gibt mehrere vegetative Merkmale, die charakteristisch für die Gattung Orbea sind:
- die generell deutlich und hell gefleckten Triebe,
- die glatte äußere Oberfläche der Triebe
- die Warzen, die von der Basis schmaler werden und in einen schlanken „Zahn“ auslaufen, ohne Differenzierung in ein Blattrudiment
- häufig kommen nicht-drüsige Stipulae an der Basis dieses Blattäquivalents

Einige Merkmale kommen auch bei den naher verwandten Gattungen Duvalia und Huernia vor, aber diese unterscheiden sich durch die Ausbildung der Nebenkrone. Bei Orbea ist der innere und äußere Kreis der Nebenkronzipfel nicht klar an der Staminalsäule getrennt, wie dies bei Duvalia und Huernia der Fall ist. Die Pollinaria sind verschieden; in Orbea ist das Corpusculum länger und die Pollinia sind D-förmig. Die Leitschienen („guide rails“) sind bei Orbea nicht die das Nebenkrongewebe eingebettet, wie dies bei den beiden genannten Gattungen beobachtet werden kann.

## Vorkommen
Die Arten der Gattung Orbea kommen weit verbreitet in Südafrika, Botswana, Namibia und Simbabwe sowie in den angrenzenden Teilen des südlichen Angola, südlichen Sambia und im südlichen und mittleren Mosambik vor. Kleinere, von dieser Hauptverbreitung isolierte Vorkommen gibt es im südlichen Sambia, Malawi und nördlichen Mosambik, in Tansania, Kenia, Uganda, Somalia, Äthiopien, Eritrea, im westlichen Sudan, südlichen Algerien und in Niger, im südlichen Mali und im nördlichen Burkina Faso, sowie ein weiteres Vorkommen am Südatlantik im südlichen Mauretanien und nördlichen Senegal. Auf der Arabischen Halbinsel ist diese Gattung in Saudi-Arabien, Jemen und Oman nachgewiesen. Allerdings sind viele Gebiete, in der Orbea-Arten geeignete Habitate besitzen, noch sehr wenig botanisch durchforscht, sodass durchaus noch mit weiteren Nachweisen gerechnet werden kann.

## Systematik
Die Gattung Orbea wurde 1812 von Adrian Hardy Haworth aufgestellt. Typusart ist Orbea variegata. Die Gattung Orbea gehört zur Subtribus Stapeliinae aus der Tribus Ceropegieae in der Unterfamilie Asclepiadoideae innerhalb der Familie Apocynaceae.
Nach der Revision Monograph of Orbea and Ballyanthus (Apocynaceae – Asclepiadoideae – Ceropegieae) 2002 auf kladistischer Basis durch den südafrikanischen Botaniker Peter Vincent Bruyns (* 1957) im Jahr 2002, wurden die Arten der ehemals eigenständigen Gattungen Orbeanthus, Orbeopsis, Pachycymbium und Angolluma in die nun wesentlich größere Gattung Orbea s. l. mit einbezogen. Für die Art Orbea prognatha wurde die neue monotypische Gattung Ballyanthus, aufgestellt, die jedoch nicht allgemein anerkannt ist. Außerdem wird die Synonymisierung von Orbeanthus nicht allgemein akzeptiert. Seit dieser Revision wurde eine neue Art der Gattung (Orbea elegans) beschrieben.

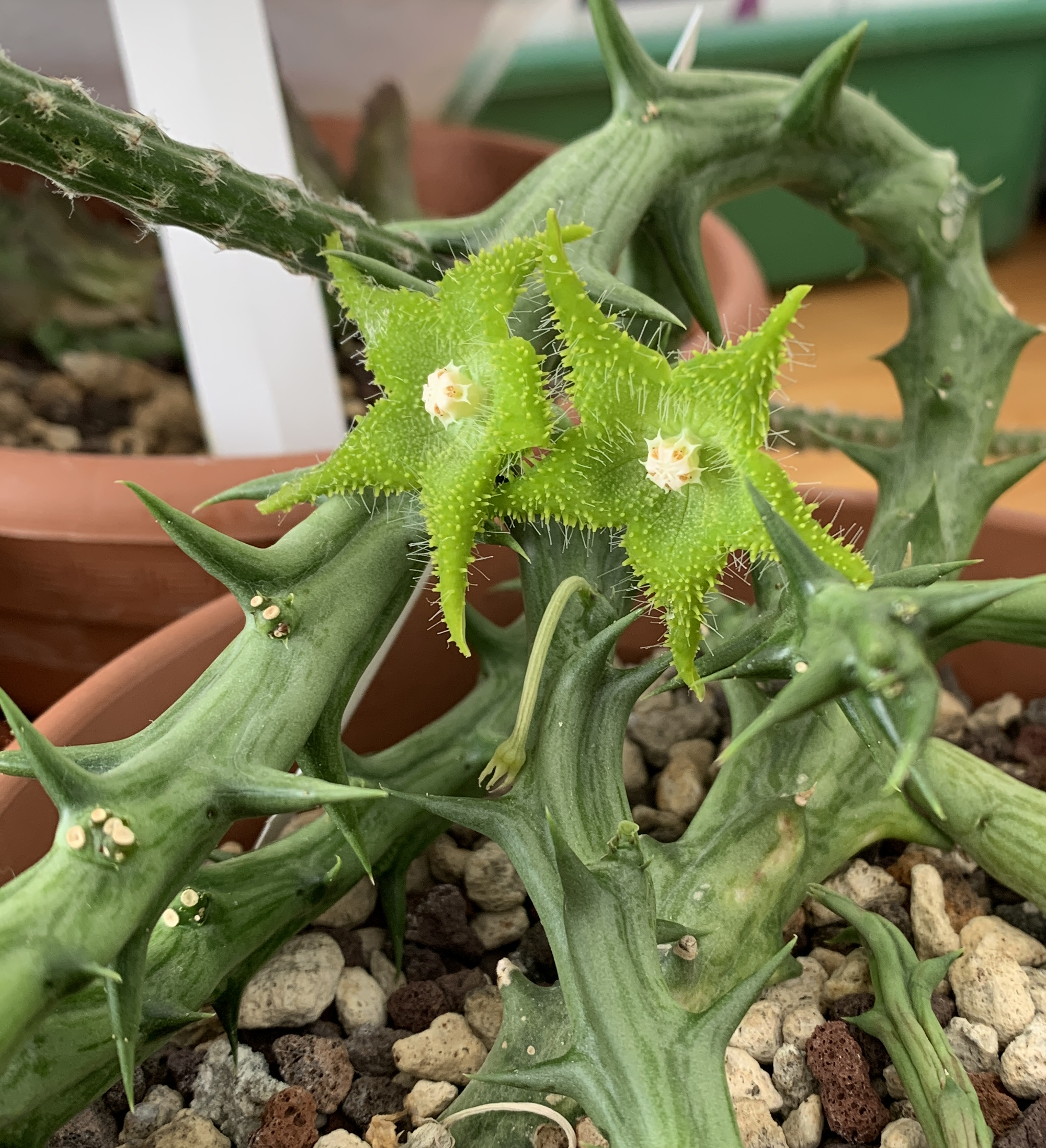
Orbea dummeri

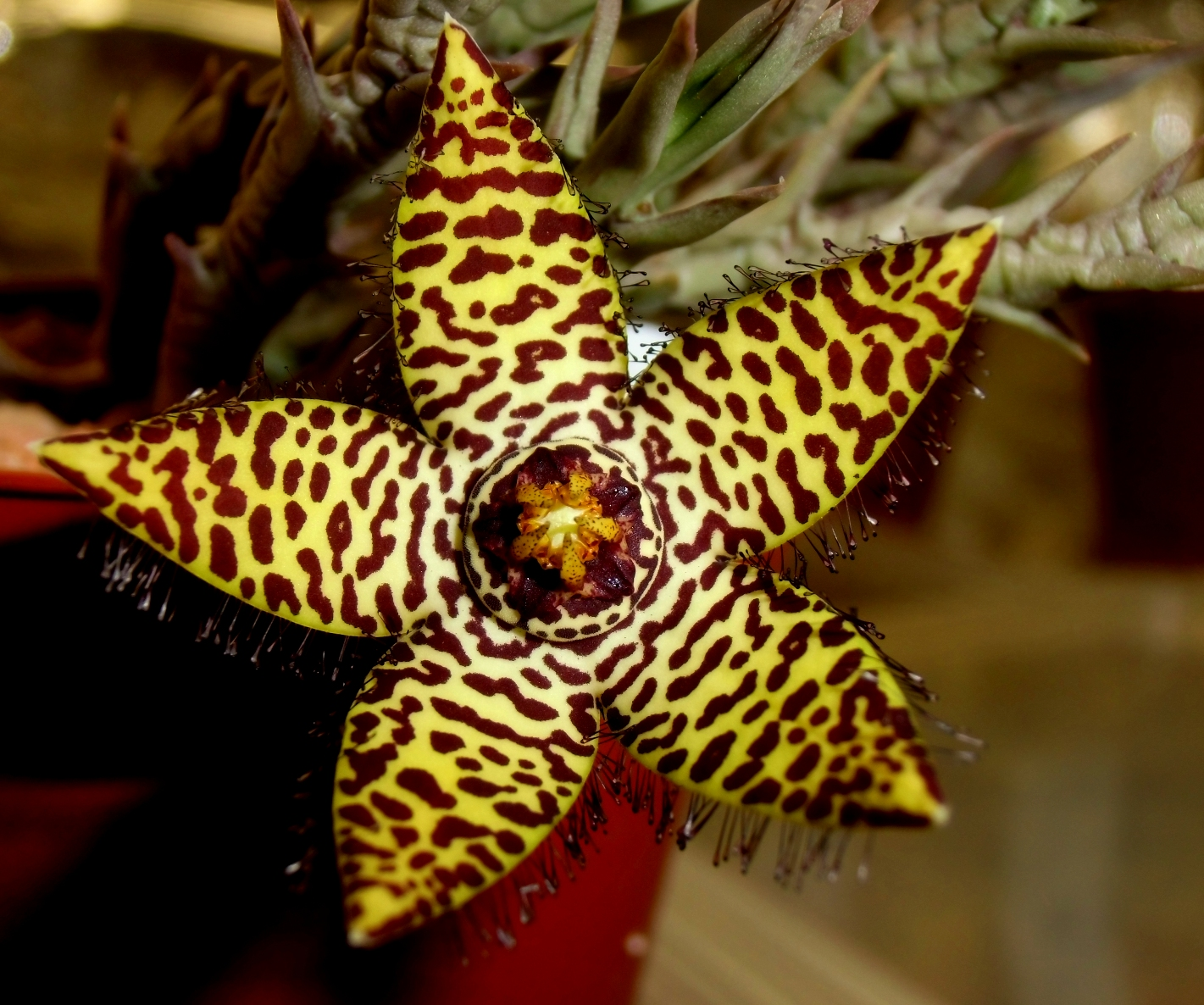
Orbea halipedicola

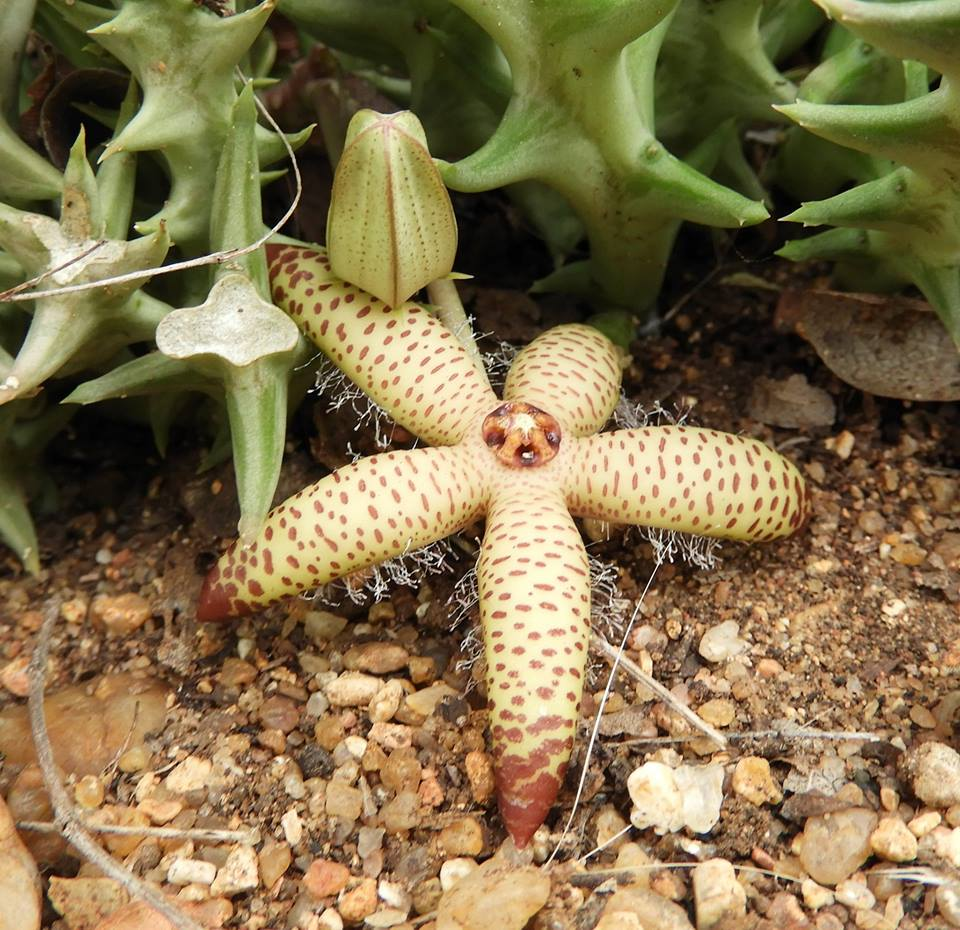
Orbea maculata

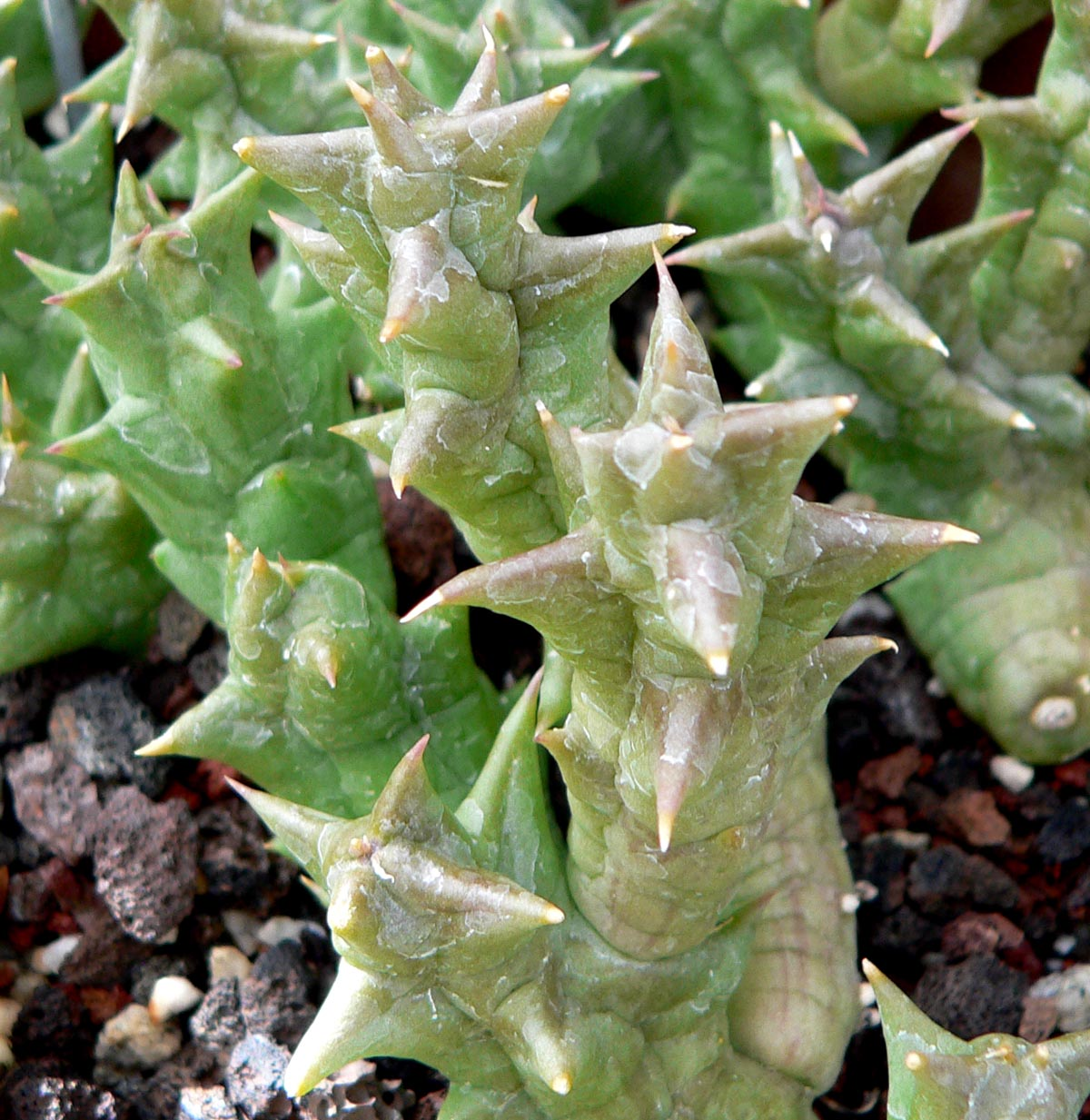
Orbea namaquensis

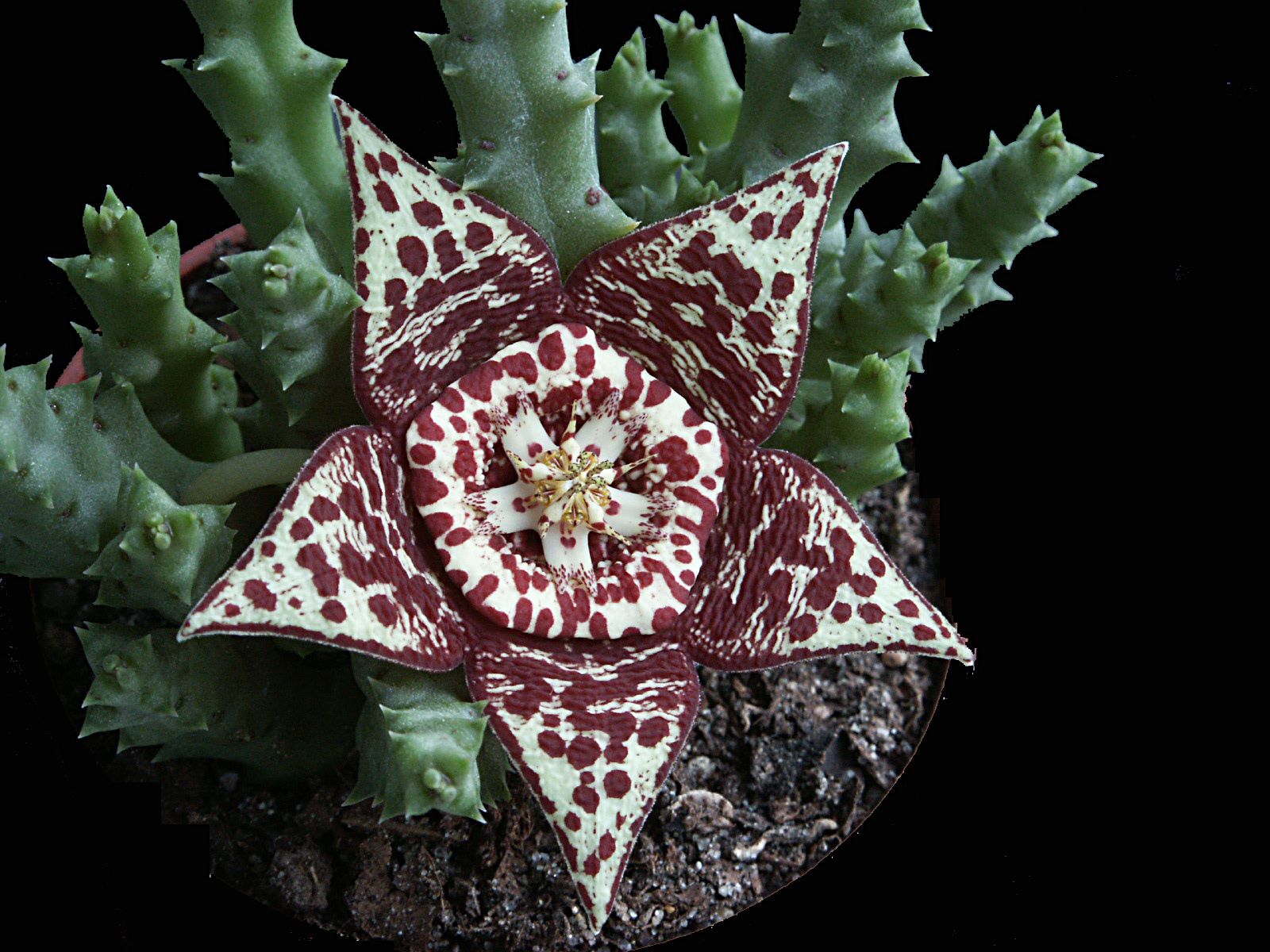
Orbea pulchella

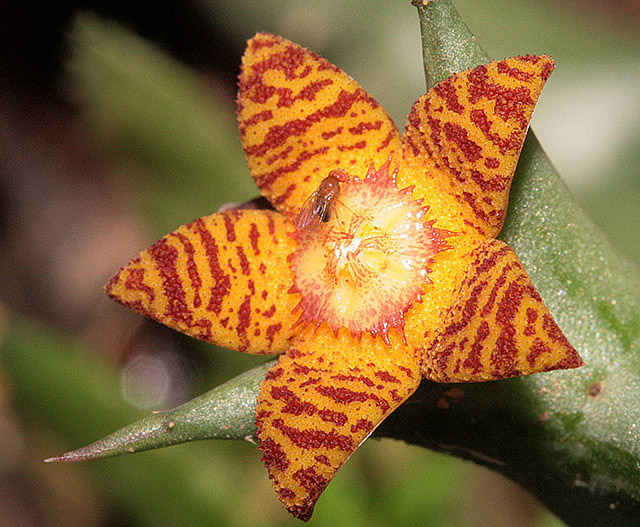
Orbea schweinfurthii

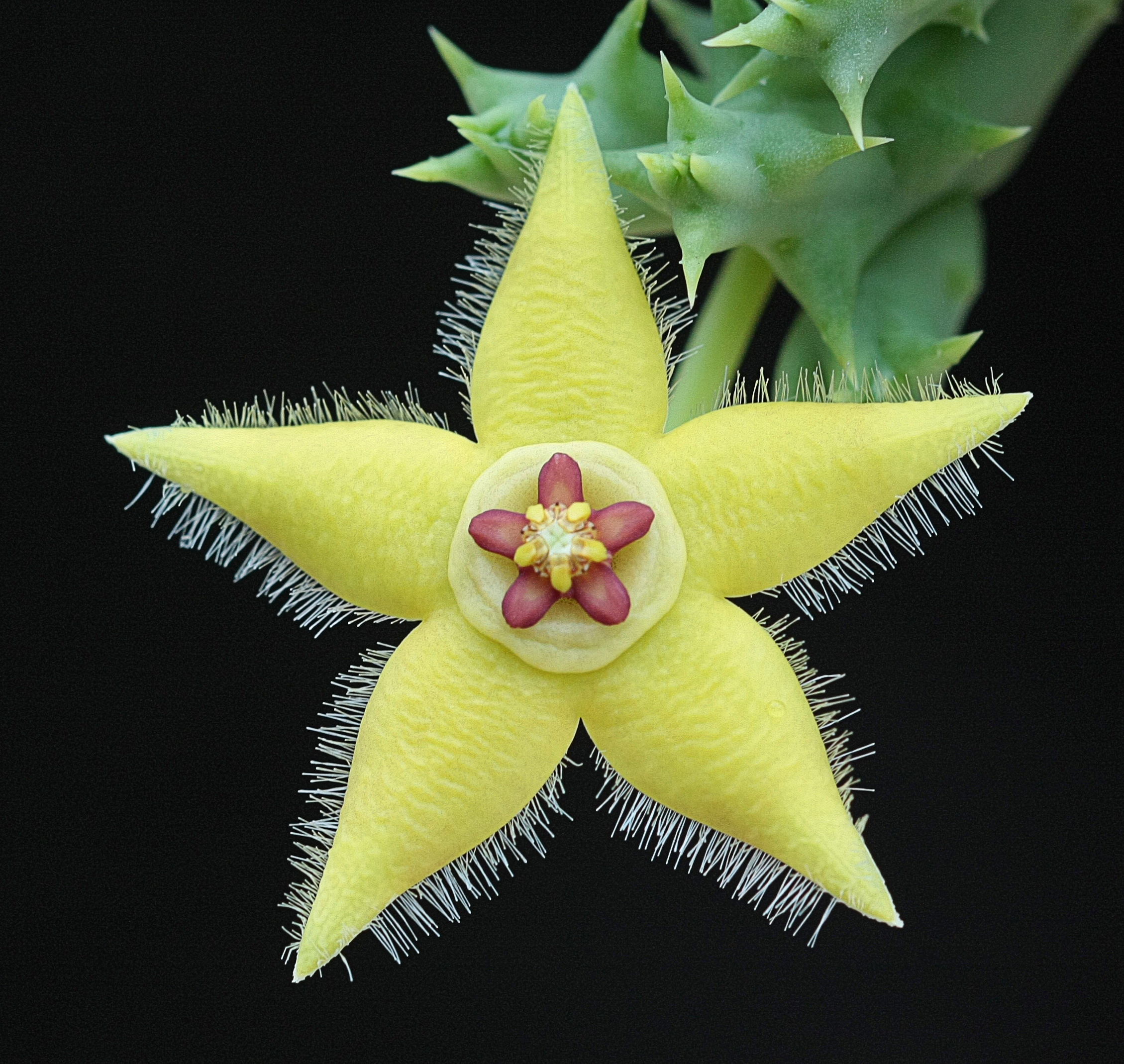
Orbea semota var. lutea

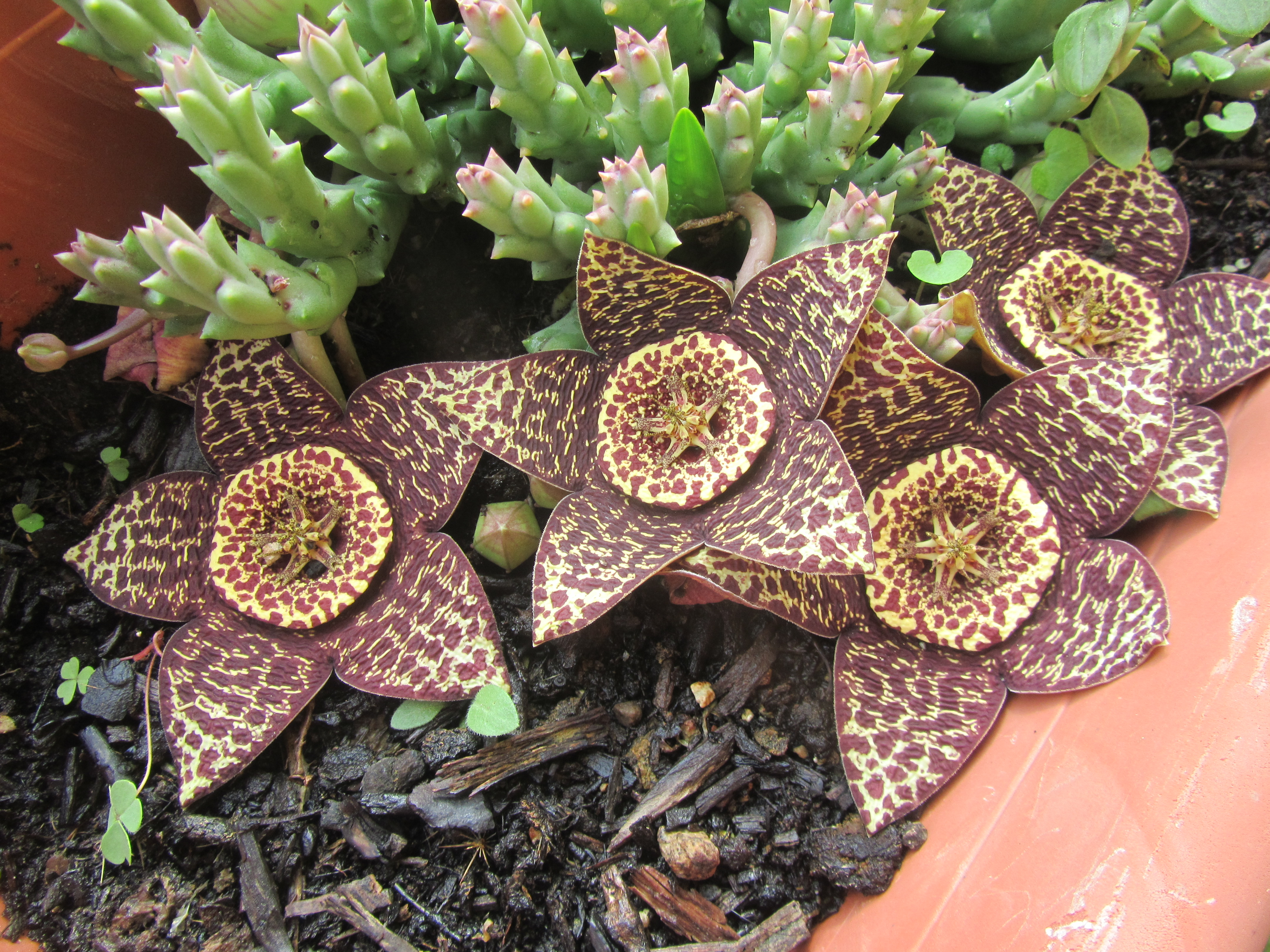
Orbea variegata

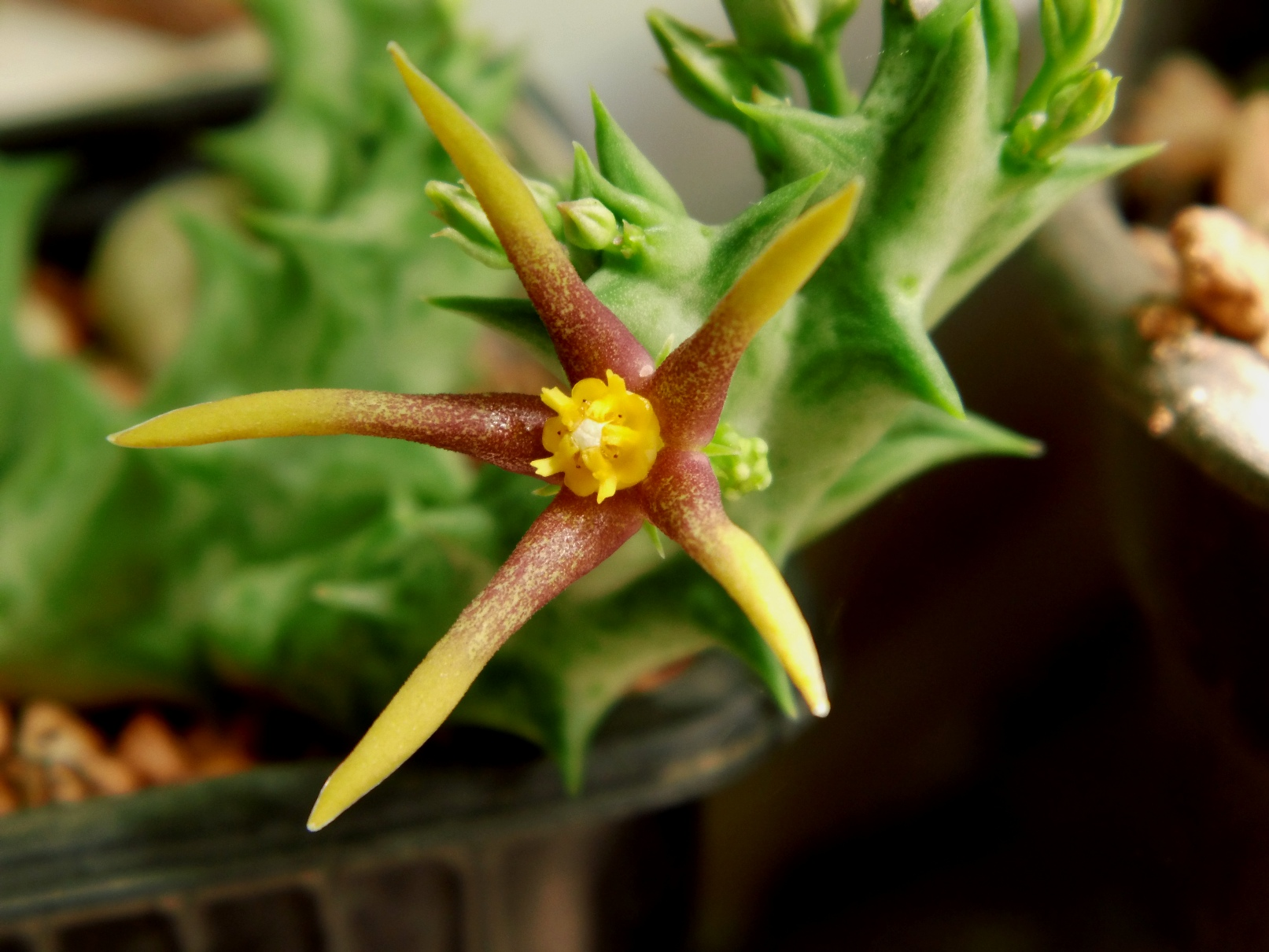
Orbea wissmannii

Damit enthält die Gattung Orbea s. l. nun etwa 56–60 Arten:
- Orbea abayensis (M.G.Gilbert) Bruyns: Sie kommt im südlichen Äthiopien vor.[4]
- Orbea albocastanea (Marloth) Bruyns: Sie kommt im südlichen Namibia vor.[4]
- Orbea araysiana (Lavranos & Bilaidi) Bruyns: Sie kommt im südlichen Jemen vor.[4]
- Orbea baldratii (A.C.White & B.Sloane) Bruyns: Mit zwei Unterarten:
  - Orbea baldratii (A.C.White & B.Sloane) Bruyns subsp. baldratii: Sie kommt im westlichen Eritrea vor.[4]
  - Orbea baldratii subsp. somalensis Bruyns: Sie kommt im nördlichen Somalia vor.[4]
- Orbea carnosa (Stent) Bruyns: Mit den Unterarten:
  - Orbea carnosa (Stent) Bruyns subsp. carnosa:  Sie kommt in Südafrika vor.[4]
  - Orbea carnosa subsp. keithii (R.A.Dyer) Bruyns: Sie kommt von Simbabwe bis KwaZulu-Natal vor.[4]
- Orbea caudata (N.E.Brown) Bruyns: Mit den Unterarten:
  - Orbea caudata subsp. caudata: Sie kommt vom westlichen Tansania bis zum südlichen tropischen Afrika vor.[4]
  - Orbea caudata subsp. rhodesiaca (L.C.Leach) Bruyns: Sie kommt von Simbabwe bis zum nördlichen Botswana vor.[4]
- Orbea chrysostephana (Deflers) Bruyns: Sie kommt im Jemen vor.[4]
- Orbea ciliata (Thunb.) L.C.Leach: Sie kommt in der Capensis vor.[4]
- Orbea circes (M.G.Gilbert) Bruyns: Sie kommt im südlichen Äthiopien vor.[4]
- Orbea conjuncta (A.C.White & B.Sloane) Bruyns: Sie kommt in Limpopo vor.[4]
- Orbea cooperi (N.E.Brown) L.C.Leach:  Sie kommt in Südafrika vor.[4]
- Orbea cucullata (Plowes) Meve: Sie kommt im Jemen vor.[4]
- Orbea decaisneana (Lem.) Bruyns: Sie kommt im Sudan und von Algerien bis Senegal und Niger vor.[4]
- Orbea deflersiana (Lavranos) Bruyns: Sie kommt auf der südwestlichen Arabischen Halbinsel vor.[4]
- Orbea denboefii (Lavranos) Bruyns: Sie kommt von Kenia bis zum nördlichen Tansania vor.[4]
- Orbea distincta (E.A.Bruce) Bruyns: Sie kommt vom südöstlichen Kenia bis zum nordöstlichen Tansania vor.[4]
- Orbea dummeri (N.E.Br.) Bruyns: Sie kommt vom östlichen tropischen Afrika bis Zaire vor.[4]
- Orbea elegans Plowes: Sie kommt im nördlichen Südafrika vor.[3]
- Orbea fenestrata (Plowes) Meve: Sie kommt im Jemen vor.[4]
- Orbea gemugofana (M.G.Gilbert) Bruyns: Sie kommt vom südlichen Äthiopien bis Uganda vor.[4]
- Orbea gerstneri (Letty) Bruyns: Sie kommt in Südafrika vor.[4] Mit den Unterarten:
  - Orbea gerstneri (Letty) Bruyns subsp. gerstneri:
  - Orbea gerstneri subsp. elongata (R.A.Dyer) Bruyns
- Orbea gilbertii (Plowes) Bruyns: Sie kommt im nördlichen Äthiopien vor.[4]
- Orbea halipedicola L.C.Leach: Sie kommt in Mosambik vor.[4]
- Orbea huernioides (P.R.O.Bally) Bruyns: Sie kommt im nördlichen Somalia vor.[4]
- Orbea huillensis (Hiern) Bruyns: Mit den Unterarten:
  - Orbea huillensis (Hiern) Bruyns subsp. huillensis: Sie kommt vom südlichen tropischen Afrika bis zum nordöstlichen Namibia vor.[4]
  - Orbea huillensis subsp. flava Bruyns: Sie kommt im nördlichen Namibia vor.[4]
- Orbea knobelii (Phillips) Bruyns: Sie kommt von Botswana bis Freistaat vor.[4]
- Orbea laikipiensis (M.G.Gilbert) Bruyns: Sie kommt im nördlichen Kenia vor.[4]
- Orbea laticorona (M.G.Gilbert) Bruyns: Sie kommt vom Sudan bis Äthiopien vor.[4]
- Orbea longidens (N.E.Brown) L.C.Leach: Sie kommt vom südlichen Mosambik bis ins nordöstliche KwaZulu-Natal vor.[4]
- Orbea lugardii (N.E.Brown) Bruyns: Sie kommt im südlichen Afrika vor.[4]
- Orbea luntii (N.E.Brown) Bruyns: Sie kommt im südwestlichen Teil Omans vor.[4]
- Orbea lutea (N.E.Br.) Bruyns: Mit den zwei Unterarten:
  - Orbea lutea (N.E.Br.) Bruyns subsp. lutea: Sie kommt von Simbabwe bis Freistaat vor.[4]
  - Orbea lutea subsp. vaga (N.E.Br.) Bruyns: Sie kommt von Angola bis Südafrika vor.[4]
- Orbea macloughlinii (Verdoorn) L.C.Leach: Sie kommt von der Capensis bis KwaZulu-Natal vor.[4]
- Orbea maculata (N.E.Brown) L.C.Leach: Mit den Unterarten:
  - Orbea maculata (N.E.Brown) L.C.Leach subsp. maculata: Sie kommt vom südwestlichen Simbabwe bis KwaZulu-Natal vor.[4]
  - Orbea maculata subsp. kaokoensis Bruyns: Sie kommt im nordwestlichen Namibia vor.[4]
  - Orbea maculata subsp. rangeana (Dinter & A.Berger) Bruyns: Sie kommt im westlichen und im südlichen Namibia vor.[4]
- Orbea melanantha (Schlechter) Bruyns: Sie kommt von Mosambik bis Südafrika vor.[4]
- Orbea miscella (N.E.Brown) Meve: Sie kommt in der Capensis vor.[4]
- Orbea namaquensis (N.E.Brown) L.C.Leach: Sie kommt in Südafrika vor.[4]
- Orbea nardii Raffaelli, Mosti & Tardelli: Sie kommt in Oman vor.[4]
- Orbea paradoxa (I.Verd.) L.C.Leach: Sie kommt von Südafrika bis zum südlichen Mosambik vor.[4]
- Orbea parviloba (Bruyns) Meve (Syn.: Orbea wissmannii var. parviloba Bruyns): Sie kommt im Jemen vor.[4]
- Orbea pulchella (Masson) L.C.Leach: Sie kommt in der Capensis vor.[4]
- Orbea rogersii (L.Bolus) Bruyns: Sie kommt vom südöstlichen Simbabwe bis KwaZulu-Natal vor.[4]
- Orbea sacculata (N.E.Brown) Bruyns: Sie kommt von Äthiopien bis ins nördliche Somalia vor.[4]
- Orbea schweinfurthii (A.Berger) Bruyns: Sie kommt von Uganda bis Botswana vor.[4]
- Orbea semitubiflora (L.E.Newton) Bruyns: Sie kommt im nördlichen Tansania vor.[4]
- Orbea semota (N.E.Br.) L.C.Leach: Sie kommt von Ruanda bis ins östliche tropische Afrika vor.[4] Mit den zwei Unterarten:
  - Orbea semota subsp. orientalis Bruyns
  - Orbea semota (N.E.Br.) L.C.Leach subsp. semota
- Orbea sprengeri (Schweinfurth) Bruyns: Mit den zwei Unterarten:
  - Orbea sprengeri (Schweinfurth) Bruyns subsp. sprengeri: Sie kommt vom nordöstlichen Sudan bis Kenia vor.[4]
  - Orbea sprengeri subsp. commutata (A.Berger) Bruyns: Sie kommt auf der südwestlichen Arabischen Halbinsel vor.[4]
  - Orbea sprengeri subsp. foetida (M.G.Gilbert) Bruyns: Sie kommt in Äthiopien vor.[4]
  - Orbea sprengeri subsp. ogadensis (M.G.Gilbert) Bruyns: Sie kommt vom östlichen Äthiopien bis ins nördliche Somalia vor.[4]
- Orbea subterranea (E.A.Bruce & P.R.O.Bally) Bruyns: Sie kommt von südlichen Äthiopien bis ins nördliche Tansania vor.[4]
- Orbea taitica Bruyns: Sie kommt in Kenia vor.[4]
- Orbea tapscottii (Verdoorn) L.C.Leach: Sie kommt von Botswana bis Südafrika vor.[4]
- Orbea tubiformis (E.A.Bruce & P.R.O.Bally) Bruyns: Sie kommt vom südlichen Somalia bis Kenia vor.[4]
- Orbea ubomboensis (Verdoorn) Bruyns: Sie kommt vom östlichen Simbabwe bis KwaZulu-Natal vor.[4]
- Orbea umbracula (M.D.Henderson) L.C.Leach: Sie kommt vom südöstlichen Simbabwe bis Mosambik vor.[4]
- Orbea valida (N.E.Brown) Bruyns: Mit den Unterarten:
  - Orbea valida (N.E.Brown) Bruyns subsp. valida: Sie kommt vom südlichen Sambia bis zum nördlichen Botswana und dem nordöstlichen Namibia vor.[4]
  - Orbea valida subsp. occidentalis Bruyns: Sie kommt vom südlichen Botswana bis Namibia vor.[4]
- Orbea variegata (L.) Haw.: Sie kommt in Südafrika vor.[4]
- Orbea verrucosa (Masson) L.C.Leach: Sie kommt in Südafrika vor.[4]
- Orbea vibratilis (E.A.Bruce & P.R.O.Bally) Bruyns: Sie kommt vom südlichen Äthiopien bis zum nördlichen Tansania vor.[4]
- Orbea wilsonii (P.R.O.Bally) Bruyns: Sie kommt von Uganda bis zum nördlichen Kenia vor.[4]
- Orbea wissmannii (O.Schwartz) Bruyns: Sie kommt auf der südwestlichen Arabischen Halbinsel vor.[4] Mit den Varietäten:
  - Orbea wissmannii (O.Schwartz) Bruyns var. wissmannii
  - Orbea wissmannii var. eremastrum (O.Schwartz) Bruyns
- Orbea woodii (N.E.Brown) L.C.Leach: Sie kommt in KwaZulu-Natal vor.[4]

Nicht mehr zu dieser Gattung wird gerechnet:
- Orbea prognatha (P.R.O.Bally) L.C.Leach  => Ballyanthus prognathus (P.R.O.Bally) Bruyns

## Verwendung als Zierpflanze
In Gebieten ohne Frost werden einige Orbea-Arten und -Sorten an sonnigen Standorten als Zierpflanzen verwendet, besonders in semiariden und ariden Gebieten können sie in Gärten gepflegt werden. In Gebieten mit Frost müssen sie im Gewächshaus oder Räumen überwintert werden oder werden ganzjährig im Gewächshaus gepflegt oder als Zimmerpflanzen verwendet. Allerdings ist im Grunde nur eine Art (Orbea variegata) als Zimmerpflanze weit verbreitet. Orbea variegata gilt als verhältnismäßig pflegeleicht. Sie bringen zahlreiche Blüten hervor, die allerdings übel riechen. Andere Arten sind nur über Spezialgärtnereien zu bekommen. Die Kultivierung hat inzwischen auch zu zahlreichen Kulturhybriden geführt.

### Online
- Sigrid Liede-Schumann, Ulrich Meve: The Genera of Asclepiadoideae, Secamonoideae and Periplocoideae (Apocynaceae) – Orbea Haw. (Ceropegieae – Stapeliinae). (abgerufen am 11. Mai 2011)